# میدلتون، نورث‌آمبرلند
میدلتون (به انگلیسی: Middleton) یک روستا و محله مدنی در بریتانیا است که در نورث‌آمبرلند واقع شده‌است. میدلتون ۱۱۵ نفر جمعیت دارد.